# Ченг
Ченг або османська арфа (перс. چنگ ; «чанг») — струнний музичний інструмент. Один з найпопулярніших музичних інструментів Ірану, особливо в епоху Сасанідської династії. Був популярний в Оттоманській імперії до другої половини XVII століття. Також поширений у Китаї, Туреччині, Вірменії, Азербайджані та Центральній Азії. В основному на ньому грають жінки.

## Історичні відомості

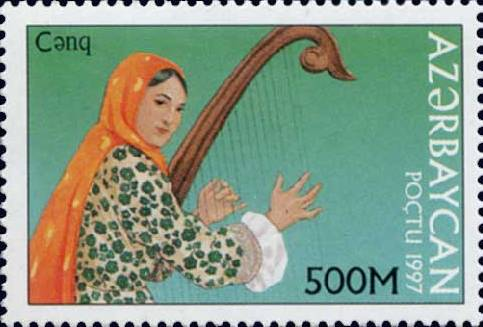
Ченг на марці Азербайджану

Попередницею перської та османської арф найімовірніше був інструмент, відображений на античній ассирійській глиняній табличці, хоча подібний музичний інструмент також зображено серед малюнків стародавніх єгиптян.
У результаті археологічних розкопок, які проводилися недалеко від античного міста Кавказької Албанії Барда, в селі Шатирли, на території нинішнього Азербайджану були знайдені керамічний посуд, який датується IV–III століттям до нашої ери, зі зображенням жінки, що грає на ченгу. Ці знахідки є пам'ятками місцевої матеріальної культури. Доктор Фарук Сумер, який відомий своїми дослідженнями в галузі музики тюркських народів, у статті «Музика і танці стародавніх тюрків» писав: «Серед культурних пам'яток, знайдених під час розкопок на алтайських курганах, найбільший інтерес становлять два ченга. Вони були віднесені до 250–500 років до нашої ери». До XIX століття він повністю вийшов з ужитку в азербайджанській музиці.

## Етимологія
Назва інструменту — «ченг» походить від перс. چنگ  чанг і пов'язане зі значенням «тримати», «хапати».
У вірменській етимології «ченг» вірм. Չանգ може бути перекладено як «кіготь».

## Будова
За своєю будовою ченг — дугоподібний, довгастий догори музичний інструмент, типу арфи.
На зовнішню лицьову частину корпусу натягується шкіра осетра, а до нижньої частини прикріплюється шатка, довгастої форми, на якій своєю чергою розташовуються кілочки. Струни ченга одним кінцем закріплюються на металевих петлях, які знаходяться на шкіряній частини корпусу, а іншим кінцем намотуються на дерев'яні кілочки.

## Виконання
Грають на ченгу сидячи, як і на арфі, пальцями правої та лівої рук.